# Nantwich
Nantwich är en ort och en civil parish i grevskapet Cheshire i England. Orten tillhör enhetskommunen Cheshire East. Ortens folkmängd uppgick till 17 226 invånare 2011, på en yta av 4,26 km². Nantwich nämndes i Domedagsboken (Domesday Book) år 1086, och kallades då Wich.